# Głogowo
Głogowo – wieś w Polsce, położona w województwie kujawsko-pomorskim, w powiecie toruńskim, w gminie Obrowo.
W latach 1954–1961 wieś należała i była siedzibą władz gromady Głogowo, po przeniesieniu siedziby i zmianie nazwy gromady w gromadzie Dobrzejewice. W latach 1975–1998 miejscowość administracyjnie należała do województwa toruńskiego. Według danych Urzędu Gminy Obrowo (31.12.2018 r.) liczyła 2736 mieszkańców. Jest największą miejscowością gminy Obrowo. 